# Sybra mediofusca
Sybra mediofusca är en skalbaggsart som beskrevs av Stefan von Breuning 1940. Sybra mediofusca ingår i släktet Sybra och familjen långhorningar. Inga underarter finns listade i Catalogue of Life.